# حديدات

بنية أنيون الحديدات

الحديدات (أو الفِرّات) هو أنيون متعدد الذرات صيغته الكيميائية 2−[FeO4]، وتتألف البنية من ذرة حديد مركزية، تكون بحالة أكسدة مقدارها +6؛ وتكون محاطة بأربع ذرات من الأكسجين، وتكون الشحنة الكهربائية الكلية -2. تكون محاليل الحديدات هذه ذات حساسية للضوء، وتساهم بإضافة لون بنفسجي شاحب إلى المركبات والمحاليل الحاوية عليها. من الأمثلة على هذه المركبات عندما يكون الحديد بحالة الأكسدة +6 مركب حديدات البوتاسيوم.
يستخدم مصطلح حديدات (و فِرّات) أحياناً للإشارة إلى الأنيونات الأخرى الحاوية على الحديد ولكن ليس بالضرورة في حالة الأكسدة +6، إنما أيضاً في حالة الأكسدة +5 أو +4. من المركبات التي تدعى بالحديدات مركب حديدات رباعي كربونيل ثنائي الصوديوم، والذي يكون الحديد فيه بحالة الأكسدة النادرة -2.

## التحضير
تحضر أملاح الحديدات السداسية من أكسدة الحديد في الأوساط المائية باستخدام مؤكسد قوي في شروط قاعدية. أو عن طريق تسخين أكسيد هيدروكسيد الحديد الثلاثي باستخدام هيبوكلوريت الصوديوم في محلول قلوي.

## الخواص
لا تعد أملاح الحديدات مستقرة في الأوساط الحمضية أو المعتدلة، إذ أن تتفكك حينها إلى الحديد الثلاثي.